# 아덴 비상사태
아덴 비상사태는 영국의 보호령이던 남아라비아 연방에서 일어난 무장 반란으로, 1963년 민족해방전선 및 남예멘 점령 해방전선에 의해 주도되었다.
주로 가멜 압델 나세르의 아랍 민족주의 열풍의 영향을 받아 일어났다. 1963년 10월 14일 아덴 공항에서 영국 관리들에게 민족해방전선 대원이 수류탄을 투척한 이후 비상사태가 선포되었으며, 1967년부터 반란이 격화되어 1월 아덴 거리 폭동, 6월 경찰 반란 등으로 이어지다 영국군이 아덴을 떠난 이후 11월 30일 남예멘 인민 공화국 수립이 선포되어 끝났다.